# Ulrike Schwalbe
Ulrike Schwalbe née le 14 novembre 1978 à Iéna,  est une triathlète et duathlète allemande, championne du monde de duathlon longue distance en 2004.

## Palmarès
Le tableau présente les résultats les plus significatifs (podium) obtenus sur le circuit international de duathlon et de triathlon depuis 2004.
| Année | Compétition                                          | Pays       | Position      | Temps           |
| ----- | ---------------------------------------------------- | ---------- | ------------- | --------------- |
| 2016  | Powerman Luxemburg                                   | Luxembourg | Médaille d'or | Timing          |
| 2010  | Powerman Belgique                                    | Belgique   | Médaille d'or | Timing          |
| 2010  | Powerman Italie                                      | Italie     | Médaille d'or | 4 h 1 min 33 s  |
| 2010  | Championnats d'Allemagne de duathlon longue distance | Allemagne  | Médaille d'or | 3 h 48 min 57 s |
| 2010  | Bonn-Triathlon                                       | Allemagne  | Médaille d'or | Timing          |
| 2008  | Championnats d'Allemagne de duathlon longue distance | Allemagne  | Médaille d'or | Timing          |
| 2007  | Championnats d'Allemagne de duathlon longue distance | Allemagne  | Médaille d'or | Timing          |
| 2006  | Powerman Luxemburg                                   | Luxembourg | Médaille d'or | 3 h 7 min 38 s  |
| 2005  | Powerman Luxemburg                                   | Luxembourg | Médaille d'or | Timing          |
| 2004  | Championnats du monde de duathlon longue distance    | Danemark   | Médaille d'or | 3 h 35 min 54 s |